# Jó reggelt, Vietnam!
A Jó reggelt, Vietnam! (Good Morning, Vietnam) Barry Levinson 1987-ben bemutatott drámai vígjátéka. A forgatókönyvet Mitch Markowitz írta. A film Adrian Cronauerről,  a vietnámi háború idején Vietnámban dolgozó rádiósáról szól, aki kicsit különc, és akit nem nagyon szeretnek a tisztek, de a katonák annál inkább. Cronauer felhagy a propagandahírekkel, no meg az ósdi slágerlistákkal. Új rockműsora azonnal népszerű lesz a katonák körében. Cronauer szerepét az Oscar és Golden Globe-díjas Robin Williams játszotta, aki alakításával kiérdemelte második Golden Globe-díját és Oscar-díjra is jelölték. 
A Touchstone Pictures megbízásából készült, a magyar szinkront a Magyar Szinkron- és Videovállalat készítette 1989-ben.

## Történet
Adrian Cronauer rádiós műsorvezető Dél-Vietnámba érkezik, hogy ellássa az ottani rádiós megbízatást. Hamarosan tanár is lesz, és dél-vietnámi embereket tanít angolul. Adrian megismerkedik egy vietnámi lánnyal, akibe szerelmes is lesz, és rájön, hogy megbízatása révén egy hidegháborús erőszakgépezet részévé vált. 

## Szereplők
| Szereplő                 | Színész             | Magyar hang     |
| ------------------------ | ------------------- | --------------- |
| Adrian Cronauer          | Robin Williams      | Bajor Imre      |
| Edward Garlick           | Forest Whitaker     | Gesztesi Károly |
| Steven Hauk hadnagy      | Bruno Kirby         | Cseke Péter     |
| Dickerson törzsőrmester  | J. T. Walsh         | Mihályi Győző   |
| Taylor tábornok          | Noble Willingham    | Bitskey Tibor   |
| Marty Lee Dreiwitz       | Robert Wuhl         | Wohlmuth István |
| Phil McPherson           | Juney Smith         | László Zsolt    |
| Abersold közlegény       | Richard Edson       |                 |
| Dan Levitan              | Richard Portnow     | Borbély László  |
| Eddie Kirk               | Floyd Vivino        |                 |
| Tuan                     | Tung Thanh Tran     | Récei Tamás     |
| Trinh                    | Chintara Sukapatana | Csellár Réka    |
| Katonai rendőr           | John Marshall Jones | Jakab Csaba     |
| Noel lelkész             | Ralph Tabakin       | Kiss Gábor      |
| Mr. Sloan, az angoltanár | Mark Johnson        | Csankó Zoltán   |
| Önmaga (archív felvétel) | Richard Nixon       | Izsóf Vilmos    |

## Díjak és jelölések
- Golden Globe-díj (1988)
  - díj: Legjobb férfi főszereplőnek – zenés film vagy vígjáték  (Robin Williams)
- Oscar-díj (1987)
  - jelölés: Legjobb férfi főszereplőnek  (Robin Williams)
- BAFTA-díj (1989)
  - jelölés: Legjobb férfi főszereplőnek  (Robin Williams)